# Llista d'obres de Picasso 1951–1960
Llista no raonada d'obres de Pablo Picasso realitzades entre 1951 i 1960.
| Obra                                 | Data | Tipus | Mides | Propietari | Referència |
| ------------------------------------ | ---- | ----- | ----- | ---------- | ---------- |
| Massacre in Korea                    | 1951 |       |       |            |            |
| Baboon and Young                     | 1951 |       |       |            |            |
| Crâne de chèvre, bouteille et bougie | 1952 |       |       |            | [ 1 ]      |
| Paysage mediterranéen                | 1952 |       |       |            | [ 2 ]      |
| '                                    |      |       |       |            |            |
| '                                    |      |       |       |            |            |
| '                                    |      |       |       |            |            |
| '                                    |      |       |       |            |            |
| '                                    |      |       |       |            |            |

- Sylvette (1954)
- Jaqueline with crossed hands(1954)
- Two Monkeys (May 11, 1954)
- Don Quixote (1955)
- Femme dans l'atelier (Jacqueline Roque), 1956
- Femmes devant la mer (1956)
- Jacqueline with flowers(1954)
- La Petite Corrida (1957)
- Las meninas (1957)
- La Folie (January 26, 1958)
- Hands with Bouquet' (1958)
- Nude under a Pine Tree (January 20, 1959)
- Scène de corrida (1959)
- Bulls-Vallaruis(1958)
- In The Arena 25.2.60, lithograph (1960)
- El Picador 15.6.60, lithograph (1960)
- Three Musicians (1921)